# Freccia Vallone 1968
La Freccia Vallone 1968, trentaduesima edizione della corsa, si svolse il 21 aprile 1968 per un percorso di 222 km. La vittoria fu appannaggio del belga Rik Van Looy, che completò il percorso in 6h05'00" precedendo il francese José Samyn e l'olandese Jan Janssen.
Al traguardo di Marcinelle furono 42 i ciclisti, dei 146 partiti da Liegi, che portarono a termine la competizione.

## Ordine d'arrivo (Top 10)
| Pos. | Corridore           | Squadra                   | Tempo    |
| ---- | ------------------- | ------------------------- | -------- |
| 1    | Rik Van Looy        | Willem II-Gazelle         | 6h05'00" |
| 2    | José Samyn          | Pelforth-Sauvage-Lejeune  | a 3"     |
| 3    | Jan Janssen         | Pelforth-Sauvage-Lejeune  | a 1'10"  |
| 4    | Felice Gimondi      | Salvarani                 | s.t.     |
| 5    | Joseph Huysmans     | Dr. Mann-Grundig          | s.t.     |
| 6    | Victor Van Schil    | Faemino-Faema             | s.t.     |
| 7    | Remy Van Vreckom    | Pull Over Centrale        | s.t.     |
| 8    | Herman Van Springel | Dr. Mann-Grundig          | s.t.     |
| 9    | Walter Godefroot    | Flandria-De Clerck-Krüger | s.t.     |
| 10   | Willy Van Neste     | Bic                       | s.t.     |